# Cameron (Missouri)
Cameron é uma cidade localizada no estado americano de Missouri, no Condado de Clinton e Condado de DeKalb.

## Demografia
Segundo o censo americano de 2000, a sua população era de 8312 habitantes.
Em 2006, foi estimada uma população de 9119, um aumento de 807 (9.7%).

## Geografia
De acordo com o United States Census Bureau tem uma área de
13,9 km², dos quais 13,8 km² cobertos por terra e 0,1 km² cobertos por água.

## Localidades na vizinhança
O diagrama seguinte representa as localidades num raio de 20 km ao redor de Cameron.